# Empire Heritage
Die Empire Heritage (anfänglicher Name Tafelberg) war ein britisches Tankschiff, das 1944 versenkt wurde.

## Geschichte
Das Schiff wurde 1930 auf der Werft Armstrong, Whitworth & Company in Newcastle als Walfangfabrikschiff Tafelberg für die Kerguelen Sealing & Whaling Company in Kapstadt gebaut. Ab 1936 übernahm Irvin & Johnson in Kapstadt die Bereederung des Schiffs. 1939 wurde die Tafelberg zum reinen Tankschiff umgebaut.
Am 28. Januar 1941 wurde die Tafelberg bei einer Fahrt von Barry über Greenock nach den Vereinigten Staaten von einer Mine schwer beschädigt und bei Porthkerry auf Grund gesetzt. Sie zerbrach in zwei Teile. Das Ministry of War Transport erwarb das Schiff und ließ es wiederherstellen und in Empire Heritage umbenennen. Es wurde 1943 wieder in Fahrt gesetzt und unter die Bereederung von Christian Salvesen & Co. gestellt.
Am 8. September 1944 näherten sich über 100 Schiffe im Konvoi HX-305 auf der Strecke von New York über Liverpool nach Glasgow der irischen Küste. Die Empire Heritage hatte 16.000 Tonnen Treibstoff und eine größere Anzahl Sherman-Panzer an Bord. Das deutsche U-Boot U 482 feuerte zwei Torpedos auf die Empire Heritage ab, die sofort an der Position 55° 27′ 0″ N, 8° 1′ 0″ W sank. Das Begleitschiff Pinto, das die Überlebenden retten sollte, wurde ebenfalls vom selben U-Boot versenkt. Die HMS Northern Wave nahm Überlebende beider Schiffe an Bord und brachte sie nach Derby. 113 Menschen (Besatzung, Passagiere und der Kapitän der Empire Heritage) kamen um.
Das Schiff liegt 15 Meilen nordwestlich von Malin Head in rund 70 Metern Tiefe.